# سليمان المستعين بالله
أبو أيوب سليمان المستعين بالله (354 هـ - 407 هـ) الحاكم الثاني عشر والخليفة الخامس للدولة الأموية في الأندلس.

## خلافته الأولى
بعد أن استطاع محمد المهدي بالله خلع الخليفة هشام المؤيد بالله، وقتل عبد الرحمن شنجول لينهي سيطرة العامريين على الحكم في الأندلس. ثم لمّا استقر له الأمر، بدأ المهدي بالله في التخلص من أعدائه، فتعمّد الإساءة للبربر الذين كانوا يشكلون مع المرتزقة الصقالبة معظم جيش العامريين، ولم يمنع العامة من التحرش بالبربر، ونفى عدد من الفتيان الصقالبة العامريين. ثم بطش بعدد من وجهاء العرب منهم ولي عهده سليمان، مما دعى والده هشام بن سليمان بن عبد الرحمن الناصر للتحالف مع البربر والعامريين لخلع المهدي، إلا أنهم خسروا معركتهم أمام المهدي الذي أسر هشام وابنه سليمان وأخيه أبي بكر وأعدمهم، وأباح بيوت البربر الذين تركوا قرطبة إلى قلعة رباح، وكان ممن فر معهم ابن أخي هشام هذا الذي يدعى سليمان بن الحكم بن سليمان بن عبد الرحمن الناصر لدين الله، والذي تجمّع حوله البربر وبايعوه كخليفة واتخذ لقب «المستعين بالله». كان سانشو غارسيا كونت قشتالة يرقب الأحداث، ورأى أن يتحالف مع البربر وأميرهم سليمان المستعين، وتوجّهوا إلى قرطبة، وهزموا جيش المهدي في جبل قنتش، التي كان من نتائجها فرار المهدي بالله إلى طليطلة، ودخول سليمان القصر في 15 ربيع الأول 400 هـ، ليصبح الخليفة الجديد.
كانت ثغور الأندلس لا زالت على طاعتها للمهدي، فسار سليمان بجيشه إلى طليطلة يدعوهم لطاعته فرفضوا، ثم سار إلى مدينة سالم يدعوهم أيضًا فرفضوا، فعاد إلى قرطبة. في تلك الأثناء سار الفتى واضح العامري والي المهدي على مدينة سالم إلى طرطوشة، وراسل ريموند بورل كونت برشلونة وشقيقه إرمنغول الأول كونت أورقلة يدعوهم لمناصرة المهدي في مطالبته بعرش الخلافة، واتفق معهم على أن يدعموه بجيش سليمان المستعين، مقابل مبلغ من المال والتنازل عن مدينة سالم. ونجح هذا الجيش في هزيمة جيش المستعين في عقبة البقر، ليعود المهدي إلى عرشه في 15 شعبان 400 هـ.

## خلافته الثانية
أعاد البربر تنظيم صفوفهم، واشتبكوا مع قوات المهدي بالله وحلفائه وألحقوا بهم الهزيمة في وادي آره في ذي القعدة 400 هـ، فاضطر المهدي بالله للانسحاب إلى قرطبة، ثم تخلى عنه حلفاؤه. وفي 8 ذي الحجة 400 هـ، ثار عليه الفتيان العامريين موالي بني عامر، وهاجموه في قصره واحتزّوا رأسه وأخرجوا هشام المؤيد بالله من محبسه ونصّبوه خليفة من جديد. حاول هشام المؤيد بالله أن يجمع الأندلسين مجددًا، فبعث برأس المهدي بالله إلى البربر وقائدهم سليمان المستعين بالله ودعاهم إلى طاعته، إلا أنهم رفضوا وتمسّكوا بتولية سليمان المستعين بالله. حاول سليمان الاستعانة بحليفه القديم سانشو غارسيا كونت قشتالة الذي رفض هذه المرة معاونته، فاضطر البربر للقتال بمفردهم. هاجم البربر مدينة الزهراء، وخربوها في ربيع الأول 401 هـ، واستمر احتلالهم للمدينة حتى أواخر شعبان، واتخذوها قاعدة لمهاجمة أرباض قرطبة وأحواز غرناطة ومالقة، وشدّدوا حصارهم على قرطبة، حتى ضجّ سكان قرطبة من الحصار، واشتبكوا مع البربر في 26 شوال 403 هـ في معركة عظيمة انتهت بانتصار البربر واستباحتهم قرطبة، وفي اليوم التالي، جلس سليمان المستعين بالله للمرة الثانية على كرسي الخلافة، أما مصير هشام المؤيد بالله فمختلف عليه، فهناك من قال بأن سليمان المستعين بالله حبسه لفترة ثم قتله ابنه محمد بن سليمان، وقال آخرون بأنه فرّ إلى ألمرية وعاش متخفيًا ذليلاً حتى وفاته.
بدأ سليمان خلافته الثانية وقد انحصرت سلطة الدولة في قرطبة وما حولها، وكان أول ما فعله أن كافأ البربر الذين حملوه إلى العرش بأن ولاّهم مناصب الحجابة والوزارة، كما رأى أن يبعدهم عن قرطبة، فأقطع صنهاجة وزعمائهم بني زيري كورة إلبيرة، ومغراوة المناطق الداخلية في الأندلس، وبني برزال وبني يفرن كورة جيّان، وبنو دُمّر وأزداجة شذونة ومورور، وأقر المنذر بن يحيى التجيبي على سرقسطة والثغر الأعلى، وولى علي بن حمود على سبتة، وأخاه القاسم على الجزيرة الخضراء وطنجة وأصيلة.
لم يمض عامان حتى ظهر منافس جديد على السلطة، وهو علي بن حمود والي المستعين على سبتة الذي إدعى في أواخر 406 هـ أن يحمل كتابًا من الخليفة الشرعي هشام المؤيد بالله بتوليته عهده، فعبر إلى الجزيرة الخضراء ولاية أخيه بقوات من البربر، ومنها تحرك إلى مالقة، حيث التقى قوات الفتى خيران الصقلبي أحد موالي العامريين الذي كان قد فرّ إلى ألمرية بعد أن تولى المستعين ولايته الثانية في ثغر المنكب، ثم التقوا قوات صنهاجة بقيادة زاوي بن زيري في إلبيرة. علم المستعين بهذا التجمع، سار بجيشه لقتالهم، وتقاتلوا على بعد عشرة فراسخ من قرطبة، وانتهت المعركة بهزيمة سليمان ومقتل عدد كبير من أنصاره، وأسره هو وأبيه وأخيه عبد الرحمن، فدخل علي بن حمود قصر قرطبة في 28 محرم 407 هـ، وقتل سليمان وأباه وأخاه، وأعلن نفسه الخليفة الجديد.